# آخرالزمان‌باوری

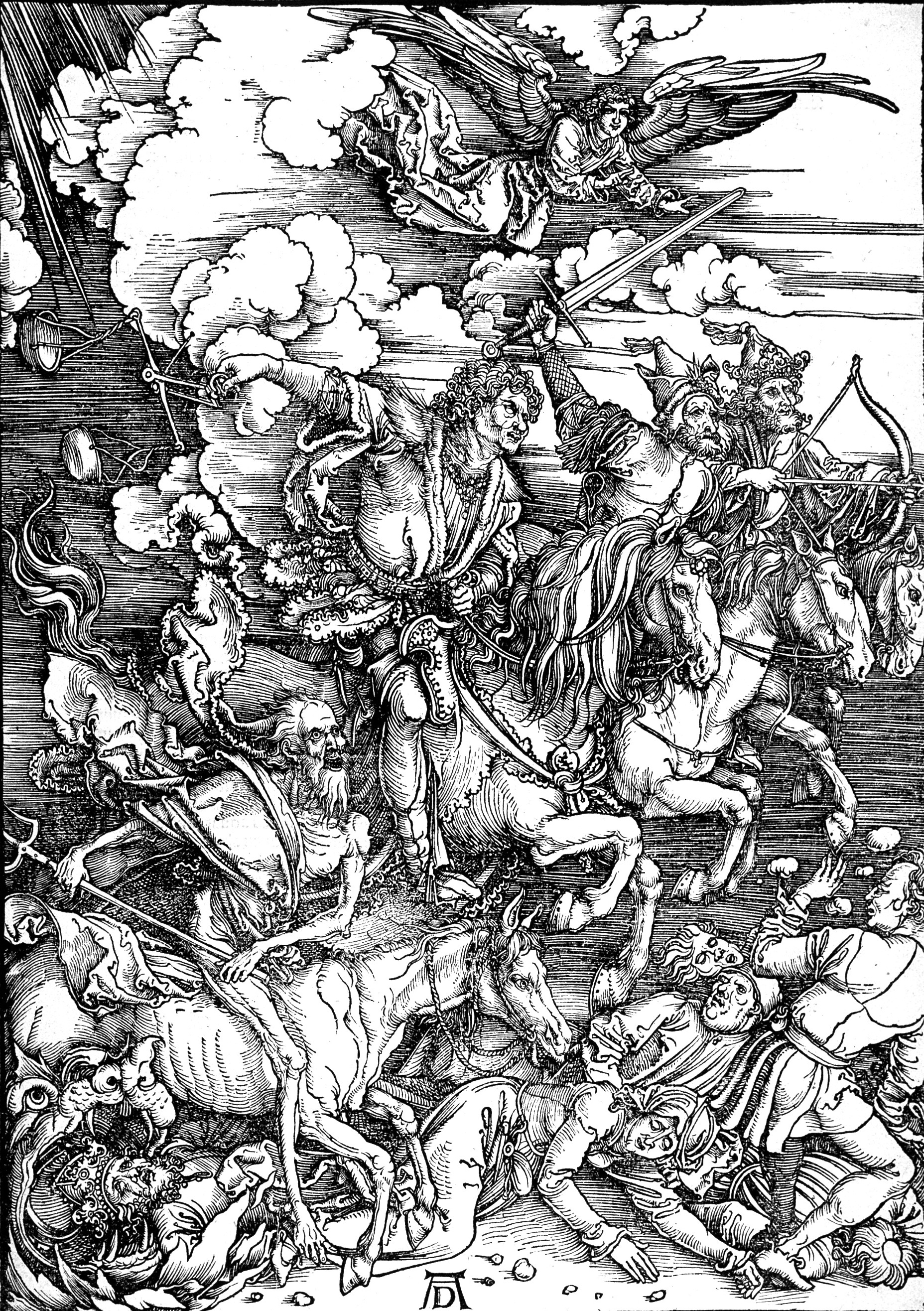
چهار سوار آخرالزمان اثر آلبرشت دورر.

آخرالزمان‌باوری این اعتقاد دینی است که آخرالزمانی خواهد آمد، لفظی که در اصل به یک مکاشفه اشاره می‌کرد، اما اکنون معمولاً به این باور اشاره دارد که پایان دنیا حتی در زمان حیات انسان قریب‌الوقوع است. این عقیده معمولاً با این ایده همراه است که به دلیل نوعی واقعه فاجعه بار جهانی، تمدن به زودی به پایان آشفته‌ای خواهد رسید. نسخه‌های مذهبی این دیدگاه‌ها و جنبش‌ها غالباً بر مکاشفه‌های رمزآمیز دربارهٔ یک مداخله ناگهانی، چشمگیر خداوند همراه با تحولات عظیم طبیعی؛ داوری بشریت؛ رستگاری باورمندان برگزیده؛ و حکومت نهایی برگزیدگان با خدا در آسمان و زمینی تجدید شده متمرکز است. آخرالزمان باوری که ابتدا از آیین زرتشتی ظهور کرد، به‌طور کاملتر در تخیلات فرجام شناسانه یهودی، مسیحی و اسلامی توسعه یافت.
آخرالزمان باوری غالباً با این اعتقاد همراه است که دانش باطن گرایانه احتمالاً در تقابل عمده بین نیروهای خوب و بد آشکار خواهد شد، و قرار است مسیر تاریخ را تغییر دهد. آخرالزمان‌ها را می‌توان بسته به مذهب خاص یا سیستم اعتقادی که آنها را ترویج می‌دهد خوب، بد، مبهم یا خنثی دانست. با این حال، این یک ایده منحصراً مذهبی نیست و سناریوهای آخرالزمان یا انتقالی وجود دارد که مبتنی بر علم و فناوری مدرن است.